# Sopot (Đakovica)
Pour les articles homonymes, voir Sopot (homonymie).
Sopot en albanais et Sopot en serbe latin (en serbe cyrillique : Сопот) est une localité du Kosovo située dans la commune/municipalité de Gjakovë/Đakovica, district de Gjakovë/Đakovica (Kosovo) ou de Pejë/Peć (Serbie). Selon le recensement kosovar de 2011, elle compte 126 habitants, tous albanais.

## Démographie

### Évolution historique de la population dans la localité
| 1948 | 1953 | 1961 | 1971 | 1981 | 1991 | 2011 |
| ---- | ---- | ---- | ---- | ---- | ---- | ---- |
| 110  | 131  | 154  | 198  | 276  | 206  | 126  |

|  |